# Општина Оџак
Општина Оџак је општина у Федерацији Босне и Херцеговине, на крајњем сјеверу БиХ. Једна је од три општине у Посавском кантону. Сједиште општине је у градићу Оџак.

## Географија
Општина Оџак се налази у сјеверној Босни, тачније у троуглу који са истока затвара доњи ток ријеке Босне, са сјевера ријека Сава, а са југозапада планина Вучјак. Сјеверна граница општине поклапа се са државном границом БиХ и Републике Хрватске. Подручје општине је претежно равничарско, а у западном дијелу је благо наслоњено на обронке Вучјака. Највиша тачка општине је врх Кадар на 204 метара надморске висине.

## Становништво
По посљедњем службеном попису становништва из 1991. године, општина Оџак је имала 30.056 становника, распоређених у 14 насељених мјеста.
| Националност       | 1991.           | 1981.           | 1971.           |
| Хрвати             | 16.338 (54,35%) | 15.430 (55,31%) | 14.995 (57,89%) |
| Муслимани          | 6.220 (20,69%)  | 5.371 (19,25%)  | 4.777 (18,44%)  |
| Срби               | 5.667 (18,85%)  | 5.361 (19,21%)  | 5.881 (22,70%)  |
| Југословени        | 1.147 (3,81%)   | 1.276 (4,57%)   | 85 (0,32%)      |
| остали и непознато | 684 (2,27%)     | 457 (1,63%)     | 163 (0,62%)     |
| Укупно             | 30.056          | 27.895          | 25.901          |

У границама данашњих општина национални састав 1991. године је био сљедећи:
- Општина Оџак (са дијелом општине Босански Брод и дијелом општине Босански Шамац који је припао ФБиХ)

| Националност       | 1991.          |
| Хрвати             | 15.976 (55,52) |
| Муслимани          | 6.216 (21,60)  |
| Срби               | 4.796 (16,66)  |
| Југословени        | 1.113 (3,86)   |
| остали и непознато | 674 (2,36)     |
| укупно             | 28.775         |

- Општина Вукосавље (српски Оџак)

| Националност       | 1991.         |
| Хрвати             | 1.513 (51,58) |
| Срби               | 1.186 (40,43) |
| Муслимани          | 8 (0,27)      |
| Југословени        | 81 (2,76)     |
| остали и непознато | 145 (4,96)    |
| укупно             | 2.933         |

## Насељена мјеста
Послије потписивања Дејтонског мировног споразума, највећи дио бивше општине Оџак ушао је у састав Федерације БиХ. У састав Републике Српске ушла су насељена мјеста: Гнионица, Јошавица и Срнава, те дијелови насељених мјеста: Оџак, Поточани и Врбовац. Од овог подручја формирана је Општина Вукосавље. Насељено мјесто Пруд, које је до рата било у саставу некадашње општине Босански Шамац, послије Дејтона ушло је у састав општине Оџак. Општини Оџак је исто тако припао и дио насељеног мјеста Брусница Мала, које се до рата налазило у саставу бивше општине Босански Брод.
Ада (дио), Брусница Мала (дио), Горња Дубица, Горњи Свилај, Доња Дубица, Доњи Свилај, Нови Град, Ново Село, Оџак (дио), Посавска Махала и Пруд.